# Aborto en Nauru
El aborto en Nauru solo es legal si el aborto salvaría la vida de la madre. En Nauru, si un aborto se realiza por cualquier otra razón, el infractor será condenado a 14 años de cárcel. Una mujer que acepta el aborto o que realiza el suyo, podría recibir hasta 7 años de cárcel.

## Atención de aborto para refugiados y solicitantes de asilo

### Refugiada africana S99
En 2016, una joven refugiada africana en Nauru, identificada en los tribunales solo como "S99", fue violada mientras estaba semi-consciente tras haber tenido un ataque de epilepsia. S99 quedó embarazada de esta violación. Como el procedimiento para interrumpir su embarazo era ilegal en Nauru, incluso en los casos de violación, S99 solicitó servicios médicos en Australia. En cambio, las autoridades australianas enviaron a S99 a Papúa Nueva Guinea, incluso aunque el aborto en Papúa Nueva Guinea también es ilegal, se recurrió a la causal de que el embarazo podría causar problemas físicos o mentales a la madre. S99 se sentía preocupada por las implicaciones legales y la seguridad de realizarse el aborto en Papúa Nueva Guinea debido a sus complicaciones de epilepsia, por lo que pidió a su abogado una transferencia a suelo australiano. Finalmente, la corte encontró una responsabilidad en el cuidado de la mujer, y ordenó que se le permitiera abortar.

### Leyes de aborto propuesto
En noviembre de 2016, el ministro de Protección Fronteriza de Nauru David Adeang, presentó un proyecto de ley para permitir los servicios de aborto hacia refugiados y solicitantes de asilo, en lugar de enviarlos hacia Papúa Nueva Guinea o Australia. La ley fue rechazada por los parlamentarios de ambas posiciones Los críticos del proyecto citan el firme cristianismo de la comunidad nauruana, como una de las razones para su rechazo.